# Kyllinia
Kyllinia is een geslacht van weekdieren uit de klasse van de Gastropoda (slakken).

## Soorten
- Kyllinia marchadi (Knudsen, 1956)
- Kyllinia parentalis Garilli & Galletti, 2007 †